# برنارد بيكر
برنارد بيكر (بالإنجليزية: Bernard Becker)‏ هو طبيب عيون أمريكي، ولد في 1920، وتوفي في 28 أغسطس 2013 في Central West End, St. Louis ‏ في الولايات المتحدة بسبب سرطان الرئة.